# Círculo de Gurma-Rharus
Gurma-Rharus o Gourma-Rharous, es una subdivisión administrativa (cercle o círculo) de la región de Tombuctú, en Malí. En abril de 2009 tenía una población censada de 111 033 habitantes y estaba formada por las siguientes comunas o municipios, que se muestran igualmente con población de abril de 2009:
- Rharous 26,287
- Bambara Maoudé 16,485
- Banikane 9,449
- Gossi 24,065
- Hanzakoma 9,084
- Haribomo 7,371
- Inadiatafane 3,557
- Ouinerden 6,101
- Serere 8,634[1]

El 80% de la población del círculo estaba compuesta por tuaregs, de los cuales, un 55% eran de la casta o etnia de tuaregs negros descendientes de esclavos de los bellah-iklan.